# Station Longuyon
Station Longuyon (Frans: Gare de Longuyon) is een spoorwegstation in de Franse stad Longuyon. Het station is gelegen aan lijn Mohon - Thionville, lijn Longuyon - Mont-Saint-Martin en de lijn Longuyon - Pagny-sur-Moselle.

## Treindienst
| Serie      | Treinsoort            | Route                                                        | Bijzonderheden                              |
| ---------- | --------------------- | ------------------------------------------------------------ | ------------------------------------------- |
| RE 86500   | RegionalExpress (CFL) | Luxemburg – Longwy                                           |                                             |
| TER 833200 | TER (SNCF)            | Nancy-Ville – Longuyon – Longwy                              |                                             |
| TER 833300 | TER (SNCF)            | Thionville – Longuyon – Longwy                               |                                             |
| TER 838200 | TER (SNCF)            | Reims – Charleville-Mézières – Sedan – Longuyon – Thionville |                                             |
| TER 838300 | TER (SNCF)            | Reims – Charleville-Mézières – Sedan – Longuyon – Thionville | Een trein Charleville-Mézières - Thionville |